# ファーレンハイト (2006年のビデオゲーム)
『ファーレンハイト』（FAHRENHEIT）は、クアンティック・ドリームが開発し、2006年1月26日にアタリより製作、発売されたアドベンチャーゲーム。アメリカでは2005年9月16日、ヨーロッパでは2005年9月20日に発売。

## ストーリー
2009年、真冬のニューヨーク。
主人公のルーカス・ケインはダイニングレストランのトイレにて、まるで誰かに身体を操られているかのように、自分の意思とは無関係に殺人を犯してしまう。正気を取り戻した時には見知らぬ死体が目の前に横たわり、動揺を抑えられないケインは死体を隠し、早々に逃亡を図る。まもなく死体は発見され、ニューヨーク警察の捜査官であるカーラとタイラーの二人が事件の真相を解き明かすべく、僅かな手がかりを頼りにルーカスを追い詰めていくが…。

## システム
殺人を犯した主人公ケイン、ニューヨーク市警の警部カーラとタイラー、三人をシナリオによって交互に操作していきストーリーは進んでいく。
操作の多くをコントローラーのアナログスティックを使用する。キャラクターの移動はもちろん、立つ、座る、物を取る、ドアを開けるなど様々な動作が可能な場所では、画面上部にアイコンと可能な動作が表示される。例えば「コーヒーカップを手に取る」ではアナログスティックの上に動かす、「壁をよじ登る」はアナログスティックを一度右に動かし上に、続いて左に動かし上を交互に何回も繰り返すなど、実際の動きとアナログスティックの動かし方を近づけている。
会話の選択でもアナログスティックを使用し、制限時間内にいくつかの選択肢からアイコンと共にセリフが表示される。
アクションシーンでは画面の表示に従いタイミングよくアナログスティックを上下左右に入力することで殴る、避けるなどが行える。
演出面では、あるシーンをいくつものカメラで別角度から撮影するドラマ『24 -TWENTY FOUR-』のように、一人のキャラクター、もしくはシーンをいくつかの角度から同時に表示する。ゲーム序盤、主人公がトイレで殺人を犯したあとのシーンでは逃げる時間を稼ぐために、凶器を隠す、血痕を洗うなどの行動をするが、画面では同時に食事中の警察官が表示され、この警察官が食事をしている様子、トイレに近づいてくる様子が常にプレイヤーに分かり逃走のための準備に緊迫感が生まれる。このような演出が各所に見られこのゲームの独特の雰囲気作りに貢献している。
ゲーム中の各所にカードが隠されており、これを集めることでゲーム中のBGMを聞けたり、特別なムービーを鑑賞できるなどのおまけ要素も用意されている。

## 登場人物

### メインキャラクター
ルーカス・ケイン
声：デヴィッド・ガスマン
ダイニングレストラン「ドックスダイナー」にて何者かに操られて殺人を犯してしまう。ある事件で両親を亡くした過去を持つ。
カーラ・バレンティ
声：バーバラ・スカーフ
ニューヨーク市警警部。「ドックスダイナー」で起こった殺人事件を調査する。
タイラー・マイルス
声：デヴィッド・ガスマン
カーラの相棒。

### メインキャラクターの周辺の人物
マーカス・ケイン
声:ダグ・ランド
ルーカスの兄。ニューヨークのカトリック系教会で神父をしている。
オラクル
声:ポール・バンディ
このゲームの黒幕で、秘密結社を率いている。

### その他
ジョン・ウィンストン
声：クリスチャン・エリクソン
「ドックスダイナー」の常連客。物語冒頭、何者かに操られたルーカスによって殺害される。
マーティン・マッカーシー
声：アラン・ウェンガー
警察官。「ドックスダイナー」の殺人の第一発見者。
ケイト・モリソン
声：シャロン・マン
「ドックスダイナー」のウエイトレス。ジョンとは仲が良かった。
ティファニー・ハーパー
声：バーバラ・スカーフ
サマンサ・マローン
声:シャロン・マン
アガサ
声：ジョディ・フォレスト
対麻痺を患いながらも、超能力を使ってルーカスを助ける盲目の老女。

## 北米版
北米版は映画『華氏911』との混同を避けるためにタイトルが『Indigo Prophecy』に変更されている 。またディレクターズカットのPC版『Fahrenheit: Indigo Prophecy Director's Cut』がDirect2Driveで販売されているが（日本からは購入不可）、このディレクターズカット版には露骨な性表現が含まれているためESRBからAO区分に指定された（通常版はM区分）。
詳しくはen:Fahrenheit_(video_game)を参照。

## ラジオドラマ
ファーレンハイトの世界観を説明するラジオドラマが2006年1月9日より放送された。期間限定でインターネットでも配信されていた。現在は配信終了。全10話、語り手は野沢雅子。